# Jim Byrnes
James Thomas Kevin Byrnes (Saint Louis, 22 settembre 1948) è un musicista e attore statunitense con cittadinanza canadese.

## Biografia
Sua madre era una casalinga e suo padre era un contabile municipale. Nel 1968 fu arruolato e prestò servizio nella guerra del Vietnam per un anno.
Nel 1972 fu vittima di un grave incidente da un'auto di passaggio mentre tentava di aiutare a spostare un camion fermo sulla Island Highway a nord di Parksville, che gli causò l'amputazione di entrambi gli arti inferiori.
Ha iniziato la carriera di attore nel 1980, diventando noto nel 1987 per il ruolo di Daniel Benjamin 'Lifeguard' Burroughs nella serie televisiva Oltre la legge - L'informatore. In seguito ha preso parte a numerose altre serie televisive, tra cui Highlander e Sanctuary.
Parallelamente ai ruoli di attore ha portato avanti una carriera da musicista, pubblicando il suo primo album, Burning, nel 1981. Ha vinto tre Juno Awards come Blues Album of the Year con gli album That River (1995),  House of Refuge (2006) e Everywhere West (2011), oltre a numerosi altri riconoscimenti in oltre 50 anni di carriera musicale.

## Discografia[3][4]
- 1981 Burning
- 1987 I turned my nights into days
- 1995 That river
- 1998 Burning/I turned my nights into days
- 2001 Love is a gamble
- 2004 Fresh horses
- 2006 House of refuge
- 2009 My walking stick
- 2010 Everywhere west
- 2012 I hear the wind in the wires
- 2014 St. Louis blues

## Filmografia[5][6]

### Cinema
- 1980 No Looking Back
- 1988 The First Season
- 1992 Harmony Cats
- 1992 Invader
- 1994 Whale Music
- 1995 Dentro il sospetto
- 1996 Starlight
- 1997 Drive, She Said
- 1997 Masterminds - La guerra dei geni
- 2000 Highlander: Endgame
- 2003 La figlia del mio capo
- 2005 Edison City
- 2005 Fetching Cody
- 2007 Highlander: The Source
- 2008 Heart of a Dragon

### Film per la televisione
- 1987 Hands of a Stranger
- 1988 Il ragno rosso
- 1990 In the Best Interest of the Child
- 1991 Christmas on Division Street
- 1991 Omen IV - Presagio infernale
- 1992 Ai confini della lealtà
- 1995 Dream Man - Premonizione omicidia
- 1995 Costretta al silenzio
- 1996 Best seller di sangue
- 1996 For Hope
- 1996 Wiseguy
- 1997 Incubo ad alta quota
- 1997 Lost Treasure of Dos Santos
- 2000 Becoming Dick
- 2002 Due East
- 2007 Don't Cry Now
- 2011 Deck the Halls
- 2011 Goodnight for Justice
- 2012 Notes from the Heart Healer
- 2013 Hastings Street
- 2014 Paper Angels

### Serie televisive
- 1987 Danger Bay
- 1987-1990 Oltre la legge - L'informatore
- 1988 Cose dell'altro mondo
- 1991-1994 Neon Rider
- 1993 Street Justice
- 1993 The Hat Squad
- 1993-1998 Highlander
- 1995 Il commissario Scali
- 1997 Two
- 1998 Murder Call
- 1998-1999 The Jim Byrnes Show
- 1998-1999 The Net
- 1998-2002 Oltre i limiti
- 1999 Cold Squad - Squadra casi archiviati
- 1999 Highlander: The Raven
- 2000 First Wave
- 2000 Horizon (serie televisiva)
- 2000 Mysterious Ways
- 2001 Ultimate Book of Spells
- 2002 Just Cause
- 2002 Taken (TV mini-series)
- 2002 The Dead Zone
- 2002 The Twilight Zone
- 2003 Jake 2.0
- 2004 Stargate SG-1
- 2004-2005 Andromeda
- 2005 Supernatural
- 2008-2011 Sanctuary
- 2010 V
- 2011 Hellcats
- 2013 Copper
- 2013 King & Maxwell
- 2014 Strange Empire
- 2015 The Romeo Section

### Cortometraggi
- 2008 Highlander: Reunion
- 2011 She's a Soul Man

### Doppiatore
- 1989 G.I. Joe: Operation Dragonfire (mini serie TV di 5 episodi)
- 1989 Doragon Kuesuto
- 1989-1990 Che magnifico campeggio (serie)
- 1990 A Klondike Christmas
- 1990-1991 G.I. Joe: A Real American Hero (serie)
- 1992 King Arthur and the Knights of Justice (serie)
- 1992-1993 Conan (serie animata) (serie)
- 1993 Adventures of Sonic the Hedgehog (serie)
- 1993 Madeline (serie)
- 1993-1994 Double Dragon (serie)
- 1994 Mega Man (serie)
- 1994-1996 Un uragano di goal (serie)
- 1994 Conan and the Young Warriors (serie)
- 1995 G.I. Joe Extreme (serie)
- 1995-2000 The New Adventures of Madeline (serie)
- 1996 Stone Protectors (serie)
- 1997-1999 Rombi di tuono e cieli di fuoco per i Biocombat (serie)
- 1997 Street Fighter: The Animated Series (serie)
- 1997 Gundam Wing: Endless Waltz
- 1998-1999 RoboCop: Alpha Commando (serie)
- 1998 Rudolph, il cucciolo dal naso rosso
- 1998 Mummies Alive! The Legend Begins (serie)
- 1998-1999 Shadow Raiders (serie)
- 1998 The Animated Adventures of Tom Sawyer
- 1999-2000 Beast Machines: Transformers (serie)
- 2000 Monster Mash
- 2000 Gundam Wing
- 2001 Spider-Man Unlimited (serie animata) (serie)
- 2002 Madeline: My Fair Madeline
- 2002 Dennis the Menace in Cruise Control
- 2002 L'ultimo caso dell'ispettore Gadget
- 2002 La regina delle nevi
- 2002 Stargate Infinity (serie)
- 2002-2003 X-Men: Evolution (serie)
- 2003 Gadget e gadgettini (serie)
- 2005 La grande impresa dell'ispettore Gadget
- 2007 Highlander: Vendetta immortale
- 2012 War of the Worlds: Goliath
- 2013 SlugTerra - Lumache esplosive

## Doppiatori italiani
Nelle versioni in italiano delle opere in cui ha recitato, Jim Byrnes è stato doppiato da:
- Ennio Coltorti in Oltre la legge - L'informatore
- Luciano De Ambrosis in Highlander
- Sergio Di Giulio in Supernatural
- Bruno Alessandro in Travelers

Da doppiatore è stato sostituito da:
- Pietro Ubaldi in Due draghi per una cintura nera